# Tractat de Sèvres

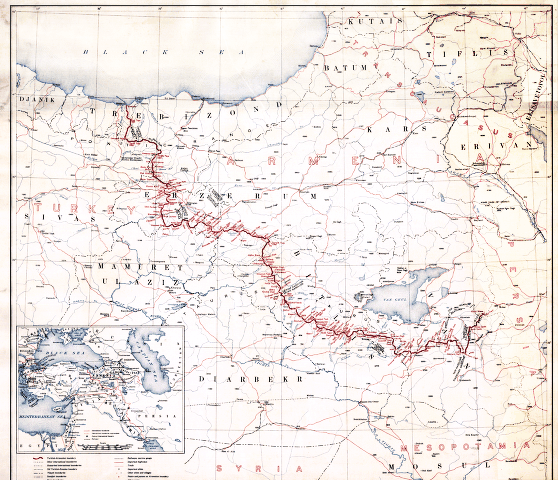
Fronteres d'Armènia segons el Tractat de Sèvres

El Tractat de Sèvres fou un projecte de tractat de pau entre l'Imperi Otomà i els aliats de la Primera Guerra Mundial. El tractat mai va entrar en vigor perquè no va ser ratificat pels signants.
Es va signar a Sèvres (França) el 10 d'agost de 1920. El Tractat deixava l'Imperi Otomà sense la major part de les seves antigues possessions, limitant-lo a Constantinoble i una part d'Anatòlia, a la part oriental de la qual es creava un estat autònom per als kurds (el Kurdistan), i alguns districtes passaven a Armènia (la República Democràtica d'Armènia independitzada de Rússia el 1918) per formar la Gran Armènia. Grècia rebia la Tràcia Oriental, Imbros, Tenedos i la regió d'Esmirna. Es reconeixia la separació d'Egipte, Hijaz i el Iemen; Mossul, Palestina i Transjordània passaven a administració britànica; Síria, Líban i Hatay (Alexandreta) a administració francesa que també rebia una zona d'influència a Cilícia; Xipre va quedar per als britànics que ja l'administraven i Kastellorizon per als italians amb una zona d'influència a la regió d'Antalya. La navegació als Estrets seria lliure i controlada per una comissió internacional.
Contra el tractat, acceptat pel soldà i el govern otomà, es van aixecar els nacionalistes sota el comandament de Mustafà Kemal Atatürk, que van prendre el poder i van combatre victoriosament contra grecs i armenis aconseguint mantenir la possessió de tota l'Anatòlia, i part de la Tràcia Oriental, i posar fi a les zones d'influència de França i Itàlia. Tot això va ser confirmat pel Tractat de Lausana de 1923.

## Contingut
A causa del Tractat de Sèvres, l'Imperi Otomà hauria perdut gran part del seu territori. Hijaz (conquerida el 1925 pel sultanat Najd), Armènia i Mesopotàmia havien d'aconseguir independitzar-se i separar-se.
Al Kurdistan se li va haver d'oferir autonomia en virtut de l'article 62. Per altra banda, l'article 64 contemplava la possibilitat d'independitzar-se. Els kurds van haver de demostrar a la Lliga de les Nacions en el termini d'un any a partir de l'entrada en vigor del Tractat que la majoria dels kurds desitjaven la independència de Turquia. A més, la Lliga de les Nacions hauria de decidir si la població kurda estava preparada per l'independència. En cas d'aquesta, els aliats van acordar tolerar l'annexió voluntària de les parts kurdes de l'antic Vilayets Mossul a l'estat kurd.
A més a més, a causa del nombre d'habitants dels assiris/caldeus, que havien residit en aquesta àrea durant segles, es va oferir explícita protecció a les minories. Les afirmacions dels kurds i els armenis a terra d'Anatòlia es superposaven diverses vegades. Mentre Armènia s'asseia a la taula de negociacions en igualtat de condicions amb els petits estats europeus com poden ser Bèlgica o Txecoslovàquia, la delegació kurda encapçalada pel diplomàtic otomà-kurd Mehmet Serif Pasha "ni tan sols va rebre una taula per a gats" allà. Com que els kurds no tenien defensors poderosos com els armenis, el seu portaveu es va acontentar amb una àrea autònoma que cobria només a un terç de la població kurda otomana. Aquest nom no va ser esmentat més endavant en el Tractat de Lausana.
La Tràcia de l'Est (amb l'excepció d'Istanbul i els seus voltants) havia de ser cedida a Grècia d'acord amb la "gran idea" d'unir tots els grecs en un estat. Tràcia occidental s'havia vist obligada a renunciar a Bulgària en el Tractat de Neuilly-sur-Seine. Amb aquesta finalitat, Grècia va concloure altres dos tractats amb els altres aliats, un tractat relatiu a la Tràcia occidental i un altre per a la protecció de les minories. Smyrna i l'àrea circumdant van ser segregats administrativament de l'estat otomà sota un parlament local i administrats sota l'administració i ocupació grega, amb una sobirania otomana nominal contínua. Després d'un període de transició de 5 anys, el parlament local va haver de decidir sobre una connexió de l'àrea a Grècia després d'un referèndum opcional.
A causa dels fets ocorreguts, l'Imperi Otomà va renunciar a les seves possessions tant a Síria com a Mesopotàmia (secció VII del Tractat). Els mandats de la Lliga de Nacions s'establirien en aquestes àrees. Per altra banda, en referència a la Declaració de Balfour, a Palestina sorgiria una pàtria nacional per al poble jueu.
El regne de Hijaz es va constituir com un nou estat independent, i els drets de l'Imperi Otomà en aquesta part d'Aràbia se li van transferir. El dret d'accés als llocs sagrats de Medina i la Meca estava regulat (secció VIII del contracte)
L'annexió de Xipre per part de Gran Bretanya en 1914 va resultar sancionada, igual que el proclamat protectorat britànic sobre Egipte, reconegut el 1914, reconeixia i renunciava als drets sobirans i tributs de l'Imperi Otomà en el seu antic estat vassall. Així mateix, els acords entre Egipte i Gran Bretanya sobre el Sudan van ser reconeguts per l'Imperi Otomà (secció IX del Tractat).
Els protectorats francesos sobre el Marroc i Tunísia van ser reconeguts (secció IX). Els drets de reserva reservats en el Tractat d'Ouchy de 1912 del soldà a Líbia i el govern italià sobre els ocupats des de 1912 per part de les illes d'Itàlia del Dodecanès, augmentades per l'illa de Kastelorizo, van reconèixer i van renunciar als drets sobirans a favor d'Itàlia (secció X del Tractat).
En els seus articles posteriors, el tractat contenia disposicions sobre nacionalitat, protecció de minories, crims de guerra, dissolució gairebé completa de les forces armades otomanes, excepte la guàrdia d'honor i les forces policials del sultà, desmilitarització dels estrets, presoners de guerra i tombes de guerra, econòmica i financera. Es va renunciar a tots els drets de qualsevol tipus fora de les noves fronteres de l'Estat otomà i fora d'Europa (article 132).
El Tractat de Sèvres va formar l'etapa final de diversos tractats, acords i declaracions dels poders de l'Entesa que havien guanyat la Guerra Mundial.
El contracte va ser signat pels plenipotenciaris del líder otomà, el sultà Mehmet VI, i el govern otomà sota el gran visir Damad Ferid Pasha, tot i que va ser de manera violenta i precipitada. La ratificació del tractat pel Parlament otomà mai no va tenir lloc perquè el sultà va dissoldre el parlament. El tractat també va ser rebutjat pel moviment nacional sota Mustafa Kemal a la resta de Turquia.
Als articles 226-230 es preveia l'establiment de tribunals militars internacionals per processar crims de guerra comesos pels otomans, que van provocar una massacre contra el poble armeni. Sota la pressió dels poders victoriosos de la Primera Guerra Mundial (especialment els britànics), els processos dels tribunals militars nacionals van tenir lloc a l'Imperi Otomà des de principis de 1919 (judicis sindicalistes). Perquè, d'una banda, hi havia una manca de jurisdicció a nivell internacional per condemnar els individus per la seva complicitat en els delictes col·lectius i, d'altra banda, hi havia punts de vista i interessos contradictoris entre els poders victoriosos, ja que no es va preparar cap persecució a nivell internacional.